# 海東諸国紀

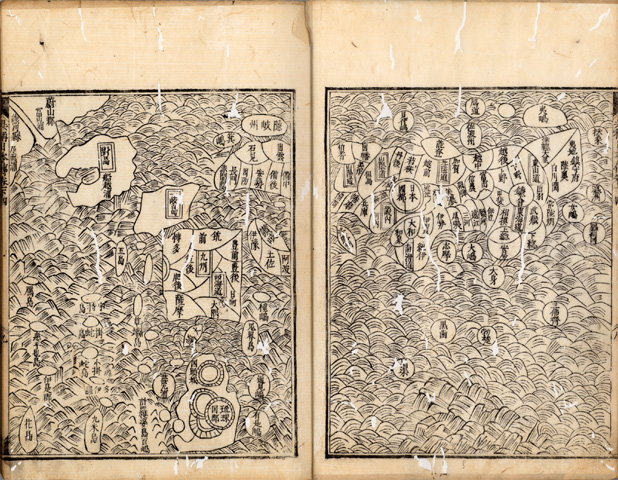
海東諸国全図

『海東諸国紀』（かいとうしょこくき, ハングル:해동제국기)は、李氏朝鮮領議政（宰相）申叔舟（しん しゅくしゅう、シン・スクチュ）が日本国と琉球国について記述した漢文書籍の歴史書。1471年（成宗2年）刊行された。 これに1501年（燕山君7年）、琉球語の対訳集である「語音翻訳」が付け加えられ現在の体裁となった。
1443年（世宗25年）朝鮮通信使書状官として日本に赴いた後、成宗の命を受けて作成したもので、日本の皇室や国王（武家政権の最高権力者）、地名、国情、交聘往来の沿革、使臣館待遇接待の節目などを記録している。「語音翻訳」は1500年（燕山君6年）に来訪した琉球使節から、宣慰使成希顔が聞き書きし、翌年に兵曹判書李季仝の進言で付け加えられた。

## 内容
海東諸国全図、西海道九州図、壱岐島図、対馬島図、琉球国図、朝鮮三浦（薺浦、富山浦、塩浦）図などの地図が冒頭に掲げられている。本文は「日本国紀」、「琉球国紀」、「朝聘応接紀」に分かれ、それぞれの歴史、地理、支配者、言語などを詳細に記す。また当時朝鮮を訪れていた日本の地方支配者（大名）使節の接遇方法も詳細に記されている。日本史、琉球史の重要資料であるだけでなく、日本語史、琉球語史でも見逃せない資料を提供している。

## 刊本
1933年に朝鮮史編集会から「朝鮮史料叢刊」として影印刊行され、日本では1991年に詳細な訳注本が岩波文庫から出版されている。